# Sten Sture Modéen
Sten Sture Modéen, född 4 februari 1920 i Göteborg, död 18 september 2000 i Upplands Väsby, var en svensk skådespelare och kortfilmsregissör.  Han ligger begravd på Skogskyrkogården.

## Filmografi (urval)
- 1939 – Efterlyst
- 1940 – Blyge Anton
- 1942 – Sexlingar
- 1944 – Prins Gustaf
- 1944 – Excellensen
- 1945 – Trav, hopp och kärlek
- 1946 – Hotell Kåkbrinken
- 1948 – Främmande hamn
- 1949 – Smeder på luffen
- 1949 – Kvinnan som försvann
- 1950 – Flicka och hyacinter
- 1950 – Frökens första barn
- 1968 – ...som havets nakna vind

## Teater

### Roller
| År   | Roll                 | Produktion                                                           | Regi             | Teater         |
| ---- | -------------------- | -------------------------------------------------------------------- | ---------------- | -------------- |
| 1939 | Arbetskarl 4         | Den ljusnande tid, revy Alf Henrikson                                | Sandro Malmquist | Nya Teatern    |
| 1939 | Inkasseraren         | Vi tjuvar (Fric-Frac) Édouard Bourdet                                | Sandro Malmquist | Nya Teatern    |
| 1940 | En sjöman            | Grå gryning (Winterset) Maxwell Anderson                             | Per-Axel Branner | Nya Teatern    |
| 1941 | Herden               | Lek ej med kärleken (On ne badine pas avec l'amour) Alfred de Musset | Per-Axel Branner | Nya Teatern    |
| 1941 | Modellen             | Kamraterna August Strindberg                                         | Per-Axel Branner | Nya Teatern    |
| 1941 | Medverkande          | Revytidningen Taggen, revy Staffan Tjerneld                          | Per-Axel Branner | Nya Teatern    |
| 1941 | Bulstrode Whitelocke | Christina August Strindberg                                          | Per-Axel Branner | Nya Teatern    |
| 1942 | Barmästaren          | Stycken av ett mönster (Brudstykker af et mønster) Carl Erik Soya    | Per-Axel Branner | Nya Teatern    |
| 1942 | Rättstjänaren        | Natten till den 17 januari (Night of January 16th) Ayn Rand          | Per-Axel Branner | Nya Teatern    |
| 1942 | Medverkande          | Revytidningen Nya Taggen, revy Staffan Tjerneld                      | Per-Axel Branner | Nya Teatern    |
| 1944 | Richard Banning      | Med clippern västerut (Flight to the West) Elmer Rice                | Helge Hagerman   | Blancheteatern |
| 1944 | Medverkande          | Och han skämtar för dig, revy Kar de Mumma                           | Leif Amble-Næss  | Blancheteatern |
| 1949 | Mac Andrew           | De fem fåglarna Staffan Tjerneld                                     | Björn Berglund   | Blancheteatern |